# شهرداری بئر توته
شهرداری بئر توته (به عربی: بلدية بئر توتة) یک شهرداری در الجزایر است که در Birtouta District واقع شده‌است. شهرداری بئر توته ۳۰٬۵۷۵ نفر جمعیت دارد.